# Mazda CX-90
Mazda CX-90 — повнорозмірний кросовер із трирядними кузовом, який випускається японським автовиробником Mazda. Це другий після CX-60 автомобіль, який використовує задньо- та повнопривідну масштабовану архітектуру Skyactiv Multi-Solution з поздовжнім розташуванням двигуна. Найбільший позашляховик Mazda на сьогоднішній день CX-90 замінить CX-9 у Північній Америці.

## Опис

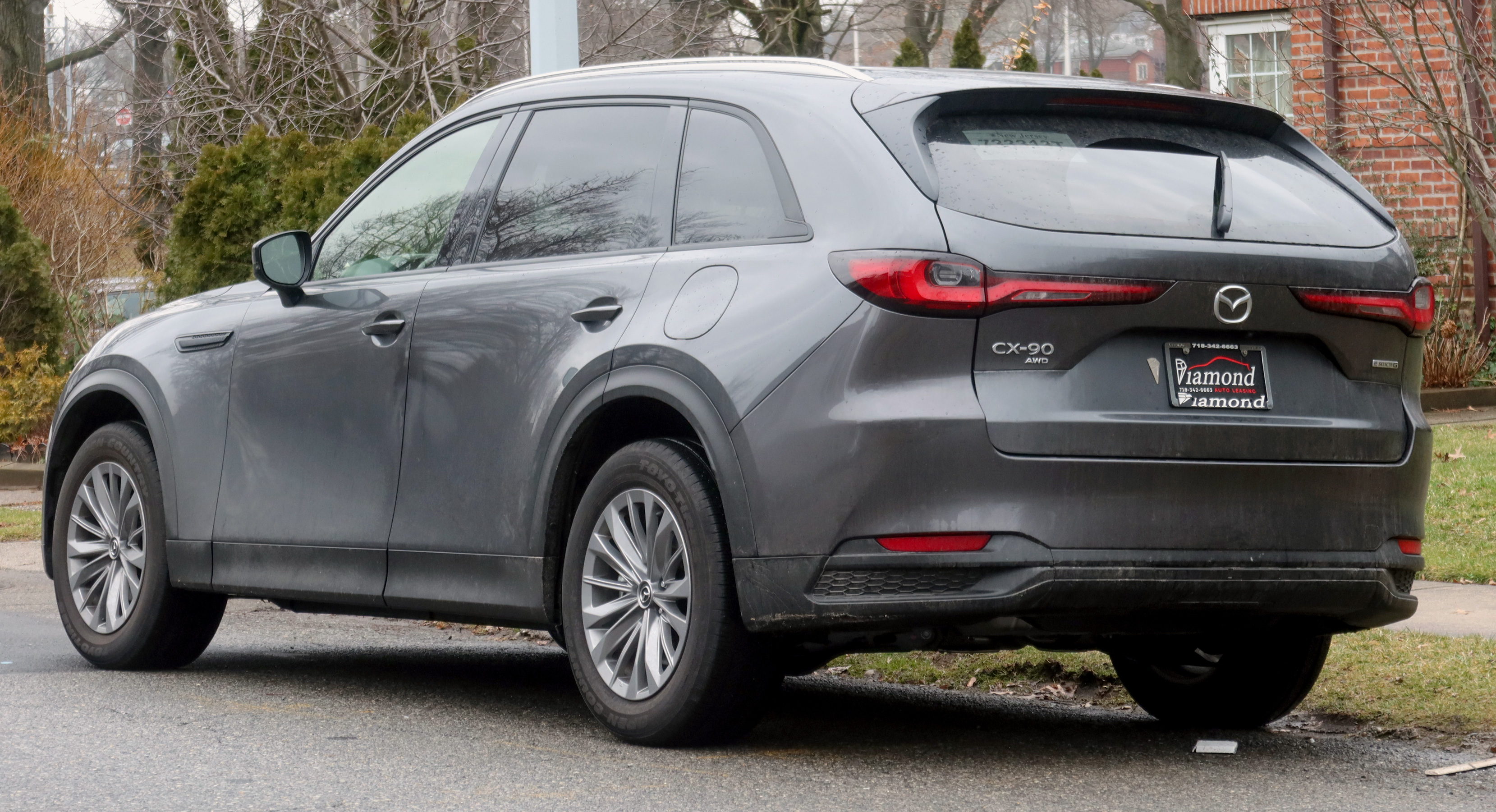

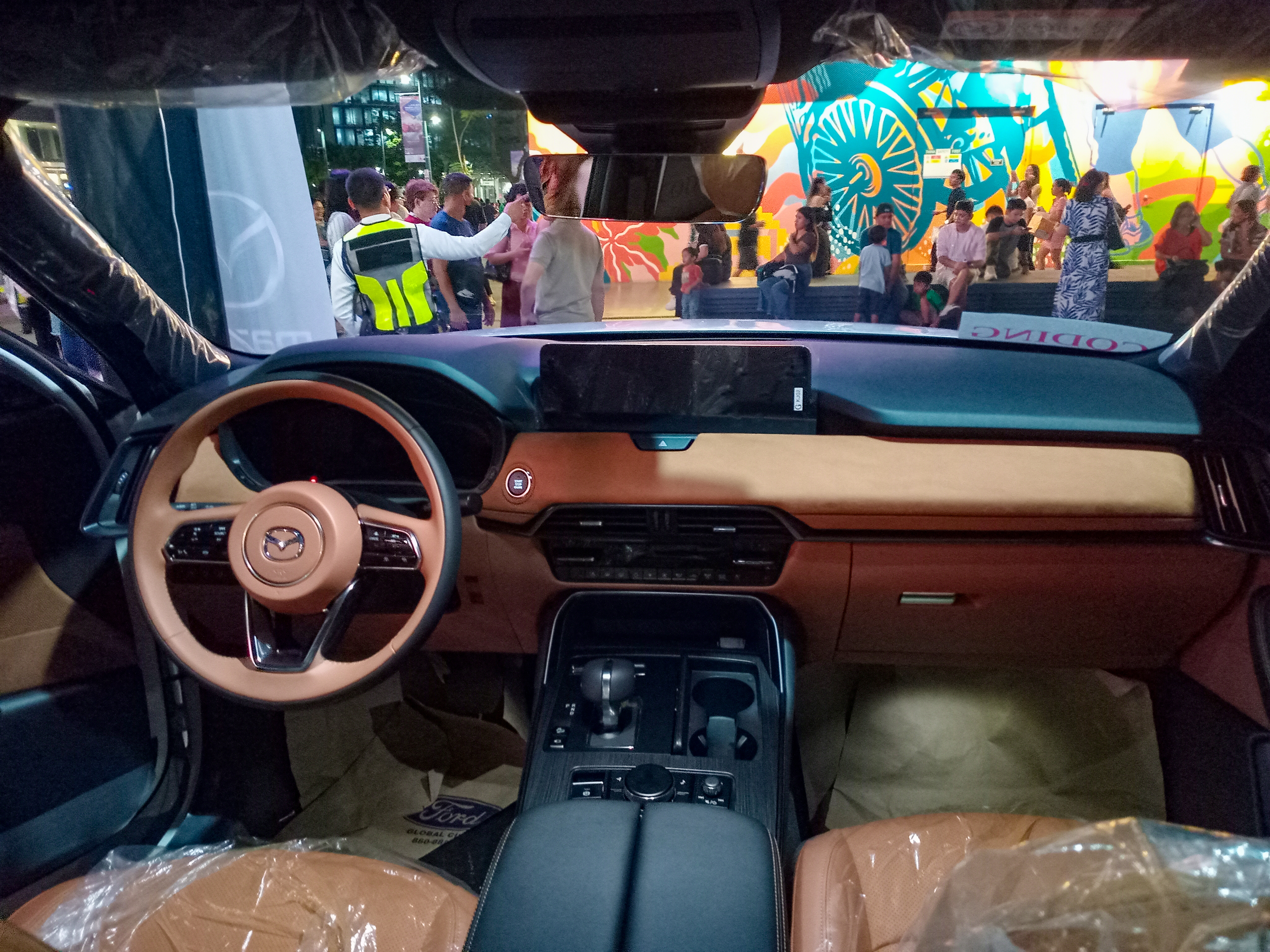

CX-90 був представлений 31 січня 2023 року для ринку Північної Америки, а випуск на ринки Австралії та Близького Сходу також підтверджено на 2023 рік. Завдяки використанню задньопривідної великої платформи автомобіля він поміщається у внутрішню категорію бренду «Велика продуктова група». За словами Джеффа Гайтона, президента та генерального директора Mazda North American Operations, CX-90 усуває багато слабких місць CX-9, наприклад, його малий внутрішній простір.
Повноприводна версія отримала систему повного приводу i-ACTIV AWD.
Mazda USA випустила серію тизерів із японським актором Хіроюкі Санада з 12 січня до презентації CX-90 31 січня.

### Mazda CX-70
Версія з дворядними сидіннями, зберігаючи той самий кузов, довжину кузова та параметри двигуна, продається як Mazda CX-70. CX-70 був представлений у січні 2024 року та має незначні відмінності в стилі порівняно з CX-90.

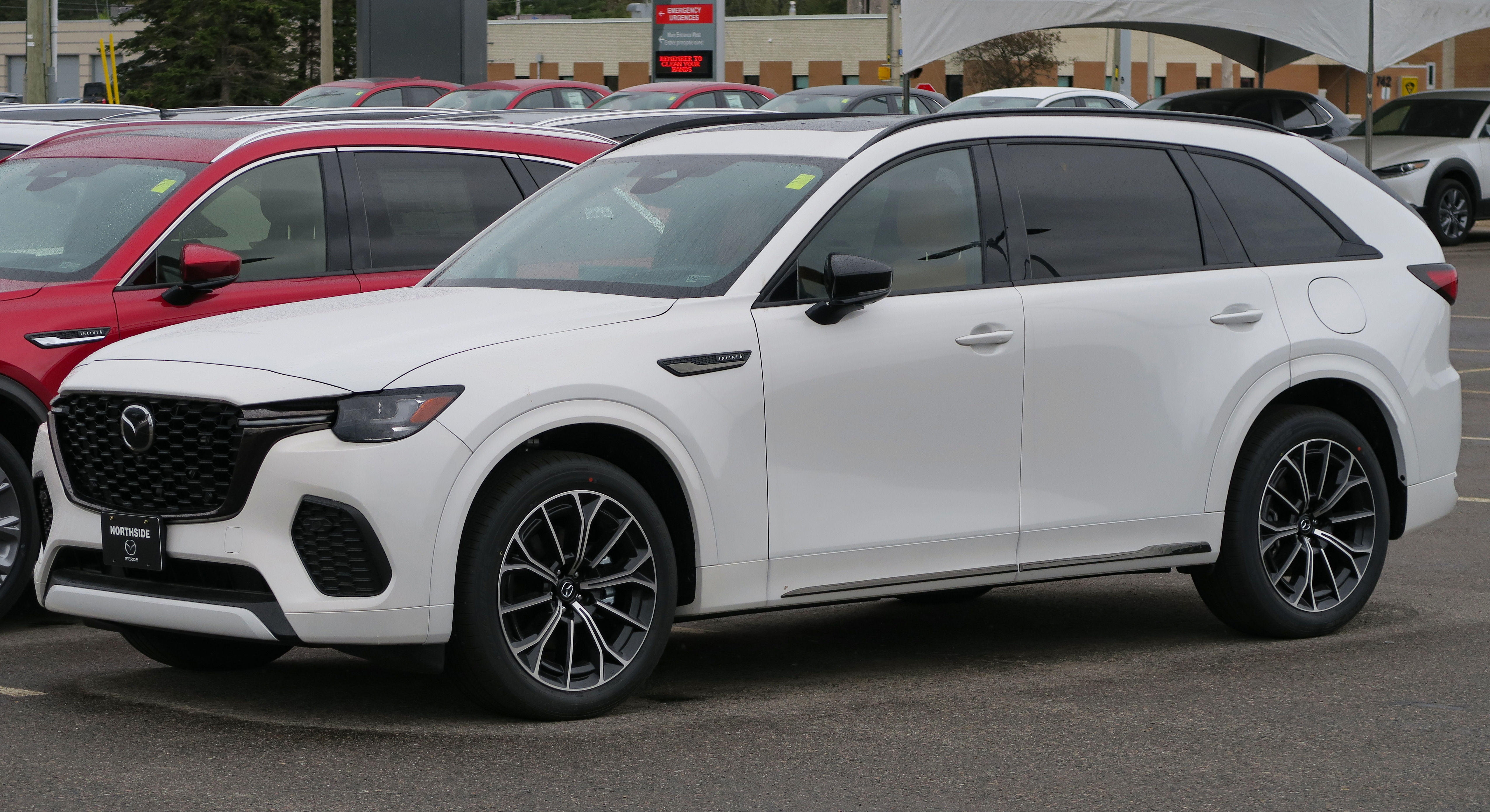
Mazda CX-70
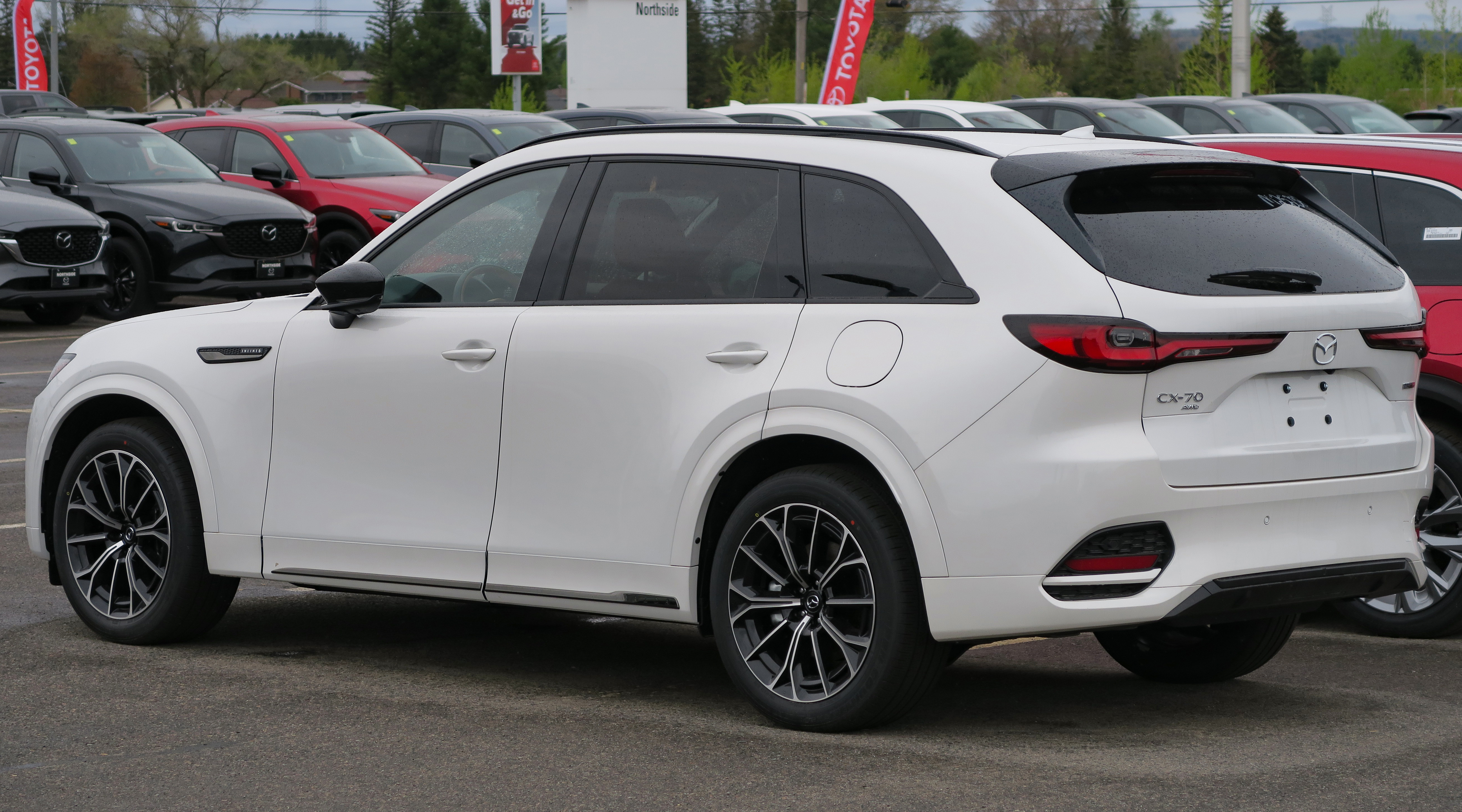
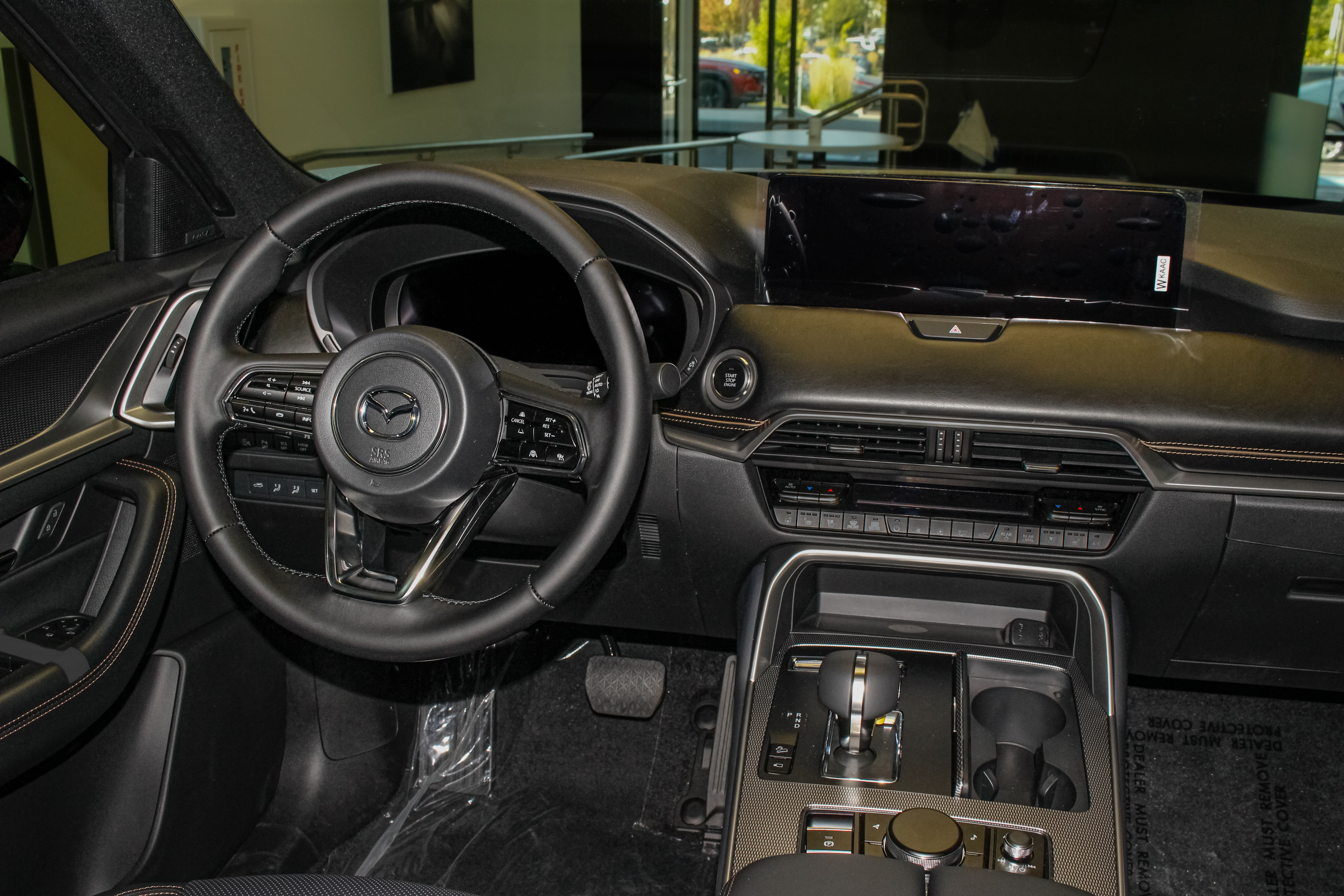
Інтер’єр

## Двигуни
- 3.3 L e-Skyactiv G turbo I6 284 к.с. 450 Нм (mild hybrid)
- 3.3 L e-Skyactiv G turbo I6 345 к.с. 500 Нм (mild hybrid)
- 2.5 L e-Skyactiv PHEV I4 327 к.с. 500 Нм (plug-in hybrid)
- 3.3 L e-Skyactiv D I6 254 к.с. 550 Нм

## Продажі
| рік  | США    | Канада | Мексика |
| ---- | ------ | ------ | ------- |
| 2023 | 30,821 | 4,692  | 971     |